# Közönséges vakond

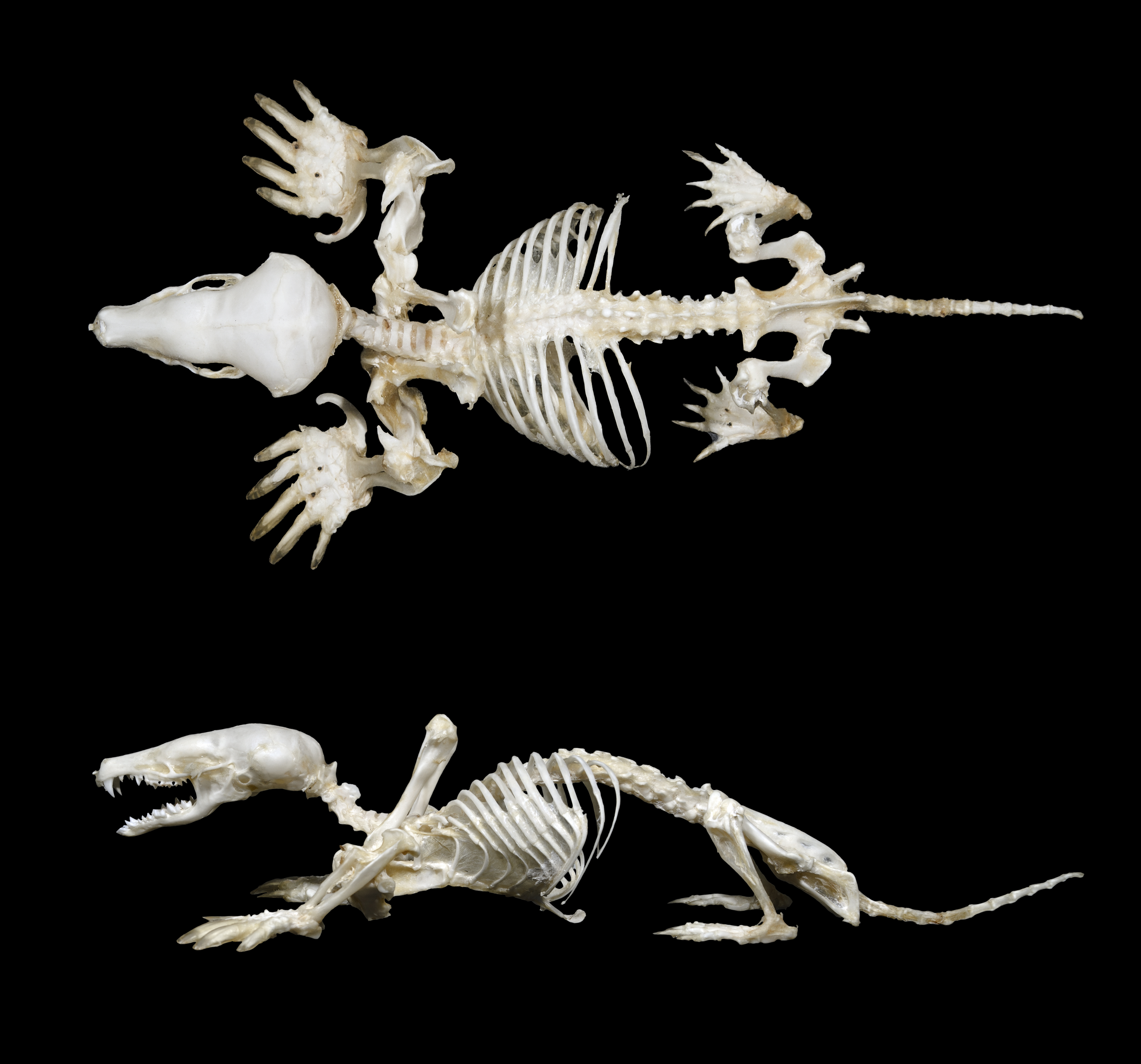
Csontváz

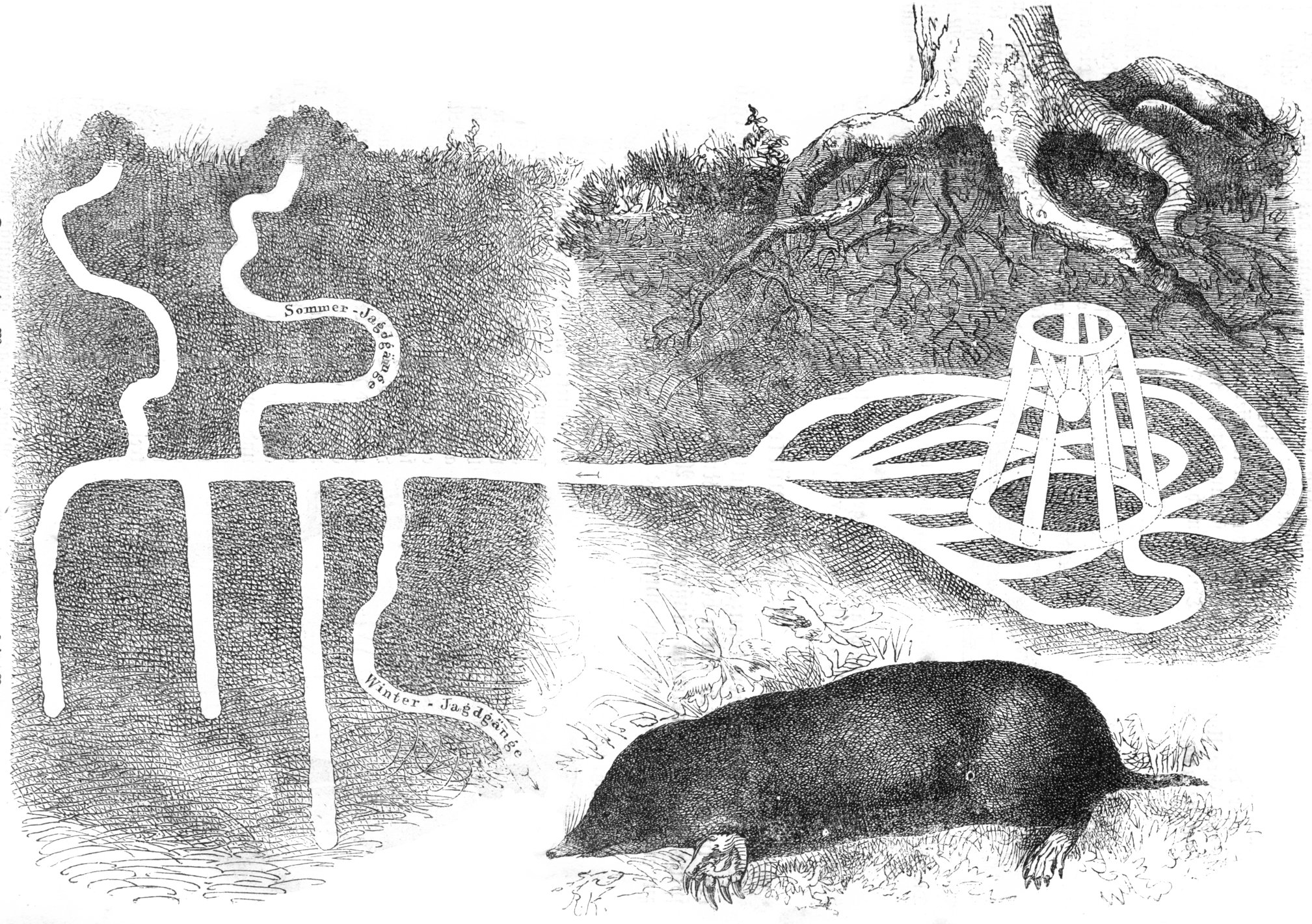
A közönséges vakond és járatainak keresztmetszeti képe

A közönséges vakond vagy régiesebb nevén vakondok (Talpa europaea) az emlősök (Mammalia) osztályának Eulipotyphla rendjébe, ezen belül a vakondfélék (Talpidae) családjába tartozó típusfaj.
A régebbi hagyományos rendszerbesorolások a rovarevők (Insectivora) rendjébe sorolták.

## Előfordulása
A közönséges vakond elterjedési területe Európán kívül Ázsián keresztül Japánig terjed. Európában a déli mediterrán területek, Skandinávia és Írország kivételével mindenütt megtalálható. Magyarországon országszerte előforduló, gyakori faj.
Tartózkodási helyét ő maga árulja el, mert állandóan új túrásokat hány fel, hogy megélhessen. Ezek a halmok vagy túrások jelölik mindig vadászterületének irányát és kiterjedését. Nagy falánkságánál fogva ezt állandóan nagyobbítani kell, és így földalatti járatain állandóan dolgoznia kell.

## Megjelenése
A közönséges vakond teljes hossza 15–17 cm. Végtagjai nagyon rövidek és vízszintes helyzetűek. Nagyon széles tenyere mindig kifelé és hátrafelé fordul. Rövid ujjai kötőhártyával vannak összekötve és széles, lapos, tompa élű, de erőteljes karmokkal fegyverzettek. A kicsiny és rövid lábak ujjai különváltak. Körülbelül mákszemnagyságú szeme teljesen a bundába rejtett. Az apró fülön nincs fülkagyló, van azonban egy kis bőrszegély, amely a hangjárat kinyitására és elzárására szolgál. Az egyneműen fekete, bársonyos szőrzet mindenütt nagyon tömött, rövid és puha. A nőstény karcsúbb, mint a hím, s a fiatal állatok kissé szürkések. A Kárpát-medencében a teljesen sárgásfehér vagy tiszta fehér színű példányok sem ritkák. Teljesen kopasz vakondot is fogtak már.

## Életmódja
A vakond nagyon könnyen ás. Fő ásószerve természetesen lapát alakú, kezei erős karmokkal vannak ellátva, mert – kivált keményebb talajban – csak ezek segítségével hatolhat előre. Ha a járatban a kiásott föld fölhalmozódik, a vakond a földfelszín irányában kezd ásni, s ezen a kürtőn át – fejének erős lökéseivel – nyomja ki a földet. Ez a vakondtúrás keletkezésének oka és módja.
A vakond nem alszik téli álmot, mint némely más rovarevő, hanem éjjel-nappal örökös mozgásban van, követi a gilisztákat és a rovarokat.  A gilisztakészlet gyűjtésének magyarázata az, hogy a vakond télen, fagyos időben nem tud vadászfolyosókat ásni, tehát élelmiszerkészletre van szüksége.

### Mozgása
Az állat mozgása általában sokkal gyorsabb, mint hinnénk. Nemcsak a folyosókban, hanem a föld felületén is, ahol pedig nem otthonos, aránylag gyorsan fut. A vízben is otthonos, és tudunk esetekről, hogy nemcsak széles folyókat, hanem tengerszorosokat is átúszott.  Általában véve a közönséges vakond éjjeli állat, de kivételesen önként is a napfényre jön.

### Táplálkozása
A vakond fő tápláléka gilisztákból áll. A gilisztákon kívül megeszi még a bogarakat, (például cserebogarat, ganajtúró bogarat), lótetűt, és minden más rovart, illetve ezek lárváit, sőt csigákat is fogyaszt, melyeket rendkívül finom szaglásával könnyen kiszimatol. De nemcsak a saját területén belül vadászik, hanem időről időre a föld felületéről, sőt a vízből is hoz magának zsákmányt. Itt-ott még a földön fészkelő madarak fiókáit is fölfalja.

### Érzékelése
Szaglása képessé teszi az állatot a táplálék felfedezésére anélkül, hogy azt látná vagy érintené, és eredményesen vezeti szövevényes folyosóin keresztül. A hegyes, rendkívül mozgékony orr egyúttal tapogató eszközül is szolgál a vakondnak. Hallása is kitűnő. Füle nincs, de keskeny járataiban ez csak útjában volna. A földben különben az egész test, mint külső fül működik, miután tudvalevőleg a föld jobban vezeti a hangot, mint a levegő.

## Szaporodása
A párok együtt ásnak közös közlekedési és vadászfolyosókat és a nőstény fészket készít kicsinyei részére. Körülbelül négyheti vemhesség után 3–5 vak kölyköt ellik a nőstény ebben a fészekben. A fiai az összes emlősök kölykei között a leggyámoltalanabbak. Eleinte csupaszok és vakok s körülbelül akkorák, mint egy nagyobbacska bab. De már a legfiatalabb korukban ugyanazt a falánkságot mutatják, mint szüleik, s azért nagyon gyorsan nőnek.	
Az anya legnagyobb odaadással gondozza csemetéit, és nem retten vissza semmi veszélytől, ha megmentésükről van szó. Körülbelül 5 hét múlva elérik az öregek fél nagyságát, de még mindig a fészekben laknak és az öregektől várják a táplálékot, amelyet hihetetlen mohósággal költenek el.

## Haszna és kára
A vakond hasznos a kerti kártevők elleni küzdelemben, ugyanakkor a giliszták fogyasztása miatt nem tekinthető kizárólagosan hasznosnak. (A giliszták a talajélet legfontosabb és leghasznosabb résztvevői, a védelmük – a méhekéhez hasonlóan – kiemelkedően fontos.) A vakond saját súlyának több mint másfélszeresét eszi meg naponta gilisztákból és pajorokból. A vakond hatalmas táplálékigénye miatt sehol sem lehet túl sok belőle, mert csak ott jelenik meg nagyobb számmal, ahol bőséges táplálék található, és ahol ez megfogyatkozik, onnan gyorsan tovább vándorol. Nem érdemes gyümölcsösökben irtani, vagy elűzni, mert a fák gyökereit pusztító pajorok (többek közt a májusi cserebogár lárváinak) fogyasztói.
A vakond jelenléte túrásai és a giliszták iránti szenvedélye miatt a kertekben zavaróvá válhat. Fiatal ültetvényekben és melegágyakban, melyekben értékes növényeket gondoznak, sokat közülük tönkre tehet, mert ásása közben a növények gyökereit meglazíthatja, azokat tövestől kiforgathatja. Nem szándékosan ugyan, de a járatok készítése és élelemszerzési technikája miatt a gyökerek közül gyakran kifúrja a földet, amivel elpusztíthatja a járat fölötti növényeket ( a levegőben lógó gyökerek miatt növények száradás tüneteit mutatják még bőséges locsolás mellett is.) Jól gondozott pázsitterületeken a vakondtúrások esztétikai problémákat is jelenthetnek. A gátakban és töltésekben nem szabad megtűrni, mert folyosói által a víznek utakat nyit, és ezzel gátszakadást okozhat.
Védett faj, természetvédelmi értéke 25 000 Ft/egyed.

## Távoltartása
Ahol kárt okoz, a vakondot ott sem szabad megölni (ami védettsége miatt amúgy is szabálysértés), mert hatékony eszközökkel el is lehet űzni. Vegyi anyagokat, egyéb mérgeket, üvegcserepet ne szórjunk a földbe, mert velük a vakonddal együtt a környezetünket is pusztítjuk. A vakondmentes kerthez vezető legbiztosabb megoldást az jelenti, ha a vakondot elzárjuk az élelemforrástól, és fizikailag akadályozzuk meg, hogy a járataiban felhalmozódott földet a felszínre túrja.
A vakondtól való humánus megszabadulás egyik módszere az áttelepítés, melynek legegyszerűbb módja az élve fogó vakondcsapda használata, amivel átköltöztethetjük az állatot egy számára is ideális élőhelyre. Az élve fogó csapdák használatakor mindenkor ügyeljünk arra, hogy az állatot a lehető legkevesebb stressz érje, és válasszunk számára ideális helyet az elengedéshez ( gondozatlan rétek / gyepek / erdőszélek  messze az járműforgalomtól és lakott területektől ). Fészkelési időszakban az áttelepítés a kicsinyek védelme érdekében nem javasolt. 
- Egy korszerű módszer a távoltartásra az elektromos vakondriasztó használata. A vakond érzékeny az 1000 Hz alatti frekvenciájú hangra, így a készülék által kibocsátott 300–400 Hz (más esetben 100–700 Hz) frekvenciájú hangimpulzusok – melyek a földben több tucat méterre terjednek – irritálják az állatot, ezért elhagyja a területet.[3][4][5][6][7][8][9]
- A kertészek által is alkalmazott régi bevált módszer, hogy petróleummal vagy terpentinnel átitatott rongyokat helyeznek el a vakond fő folyosójának néhány helyén. Ezek szagát nem bírja az állat, nem képes zsákmányát kiszimatolni, ezért inkább elmenekül a területről.
- A vakond túrások ellen bevált módszer a vakondháló használata, melyet vakondháló rögzítő szeggel erősítenek a talajhoz. Ugyanakkor ez nem szünteti meg a vakond föld alatti tevékenységét, később problémát okozhat a helyreállításban.
- A melegágyakat úgy védhetjük meg, hogy feneküket vakondhálóval béleljük ki, vagy pedig a talaj és a trágyakéreg közé egy sor borókaágat rakunk be, ez utóbbiak tövisei ugyanis a vakondot az ásásban akadályozzák.
- A nagy sárfű (Vakondűző fű) (Euphorbia lathyris), mint népies nevében is benne van, távol tartja a kertből eme állatokat. Viszonylag igénytelen növény, könnyen elszaporodik a kertben. Hasonló hatású a császárkorona (Fritillaria imperialis), melynek erős szagú gyökerei tartják távol a vakondokat, egereket és egyéb rágcsálókat.
- Régebben mérgeket (pl. kalcium-karbid, sztrichnin, alumínium-foszfid) vagy a kifüstölést elterjedten alkalmazták, azonban ezek a módszerek elpusztítják az állatot, így kerülendők.

## Természetes ellenségei
A vakond fő ellenségei a görény, menyét, nyest, borz, nyérc, bagoly, sólyom, ölyv, holló, gólya és vipera. Ezek gyakran lesben állnak, amikor a vakond a túrását felhányva, a felszínre jön. Az apró testű menyét a vakond járataiba is bemászik. A házi macskák is előszeretettel fogják meg és szedik ki a túrásból, nekik szintén zsákmány.[forrás?]

## Egyéb
A vakond bundáját rövid ideig fölkapta a divat, e prém népszerűsége azonban hamarosan megszűnt.

## A vakond a népszerű kultúrában
Kisvakond (csehül Krtek), Zdeněk Miler rajzfilmfigurája.

## Galéria

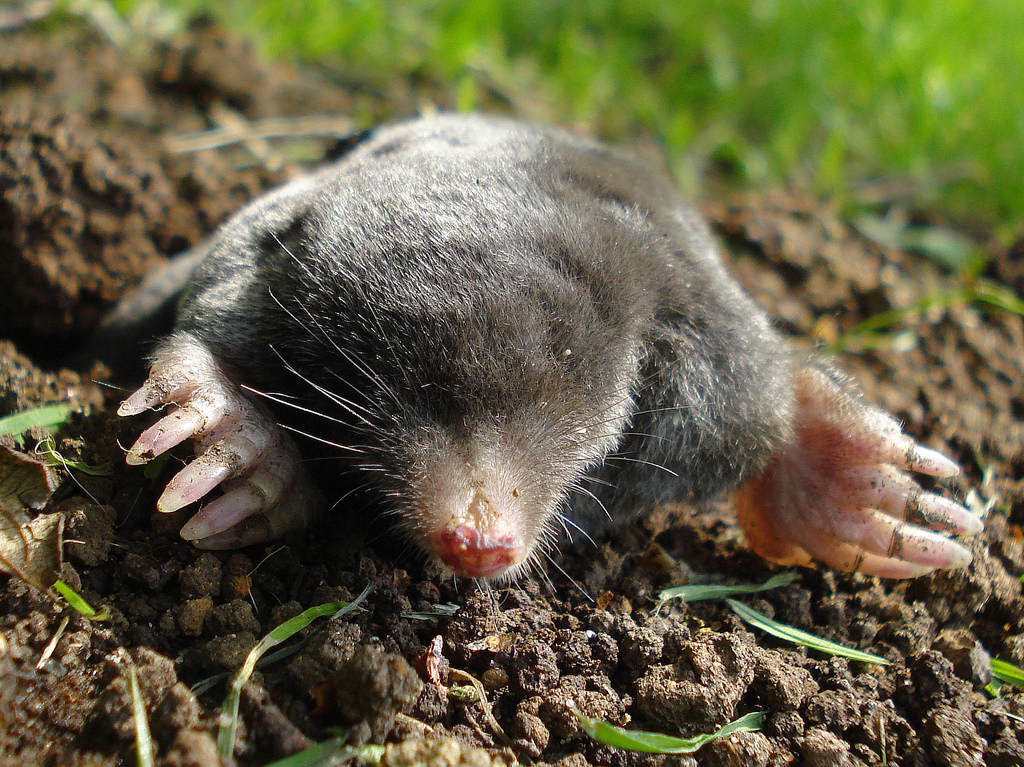
Közönséges vakond
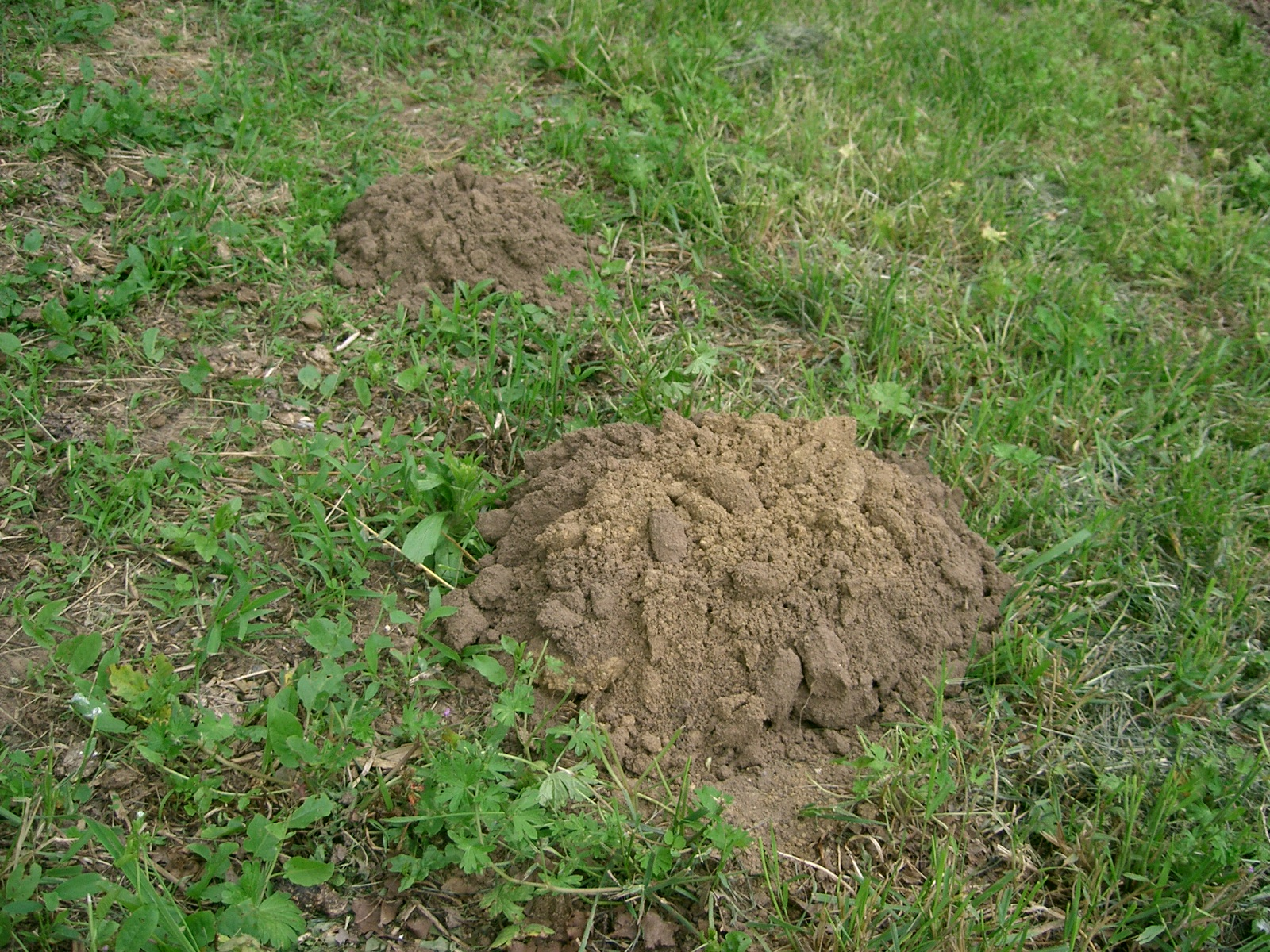
Vakondtúrás
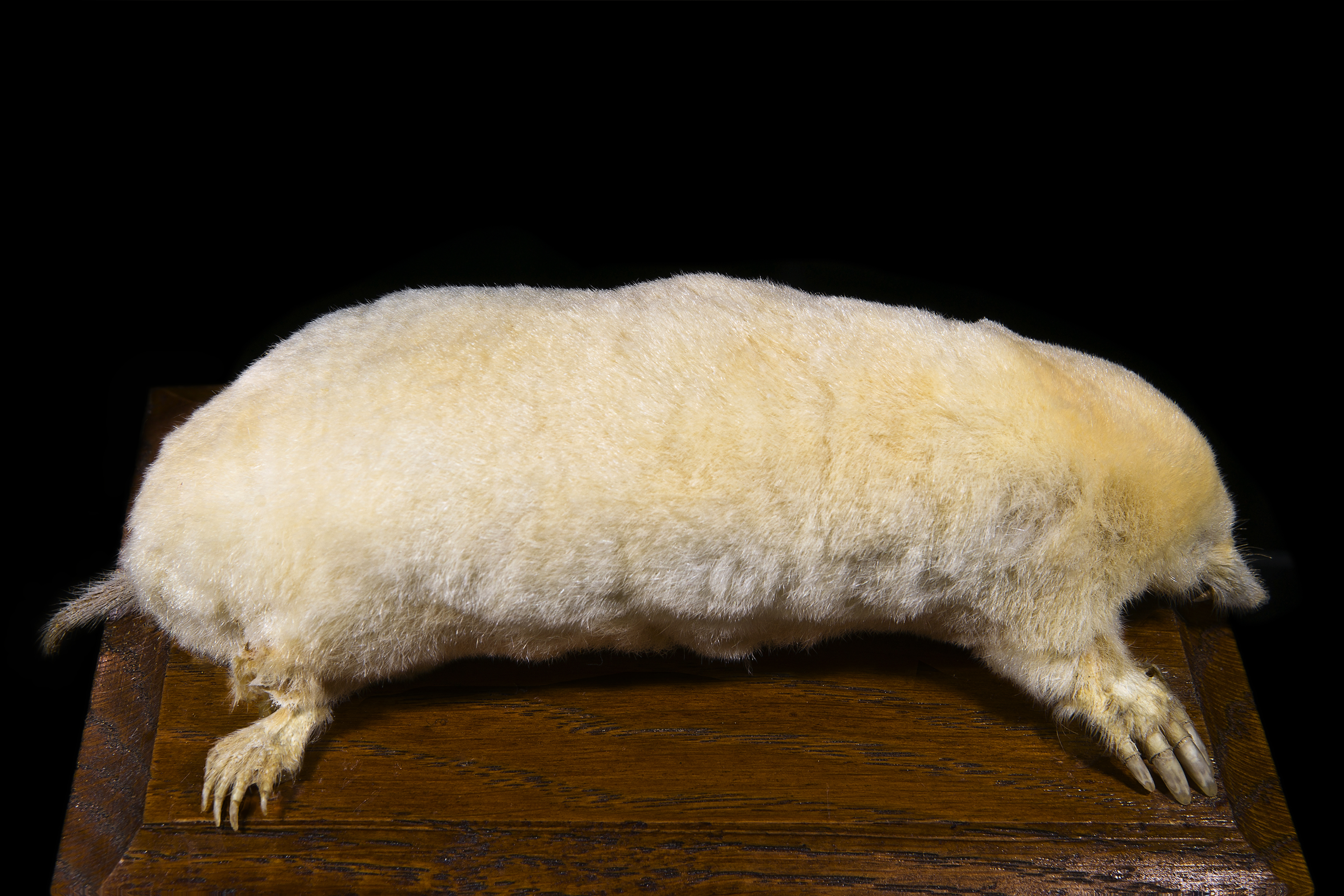
Albínó példány
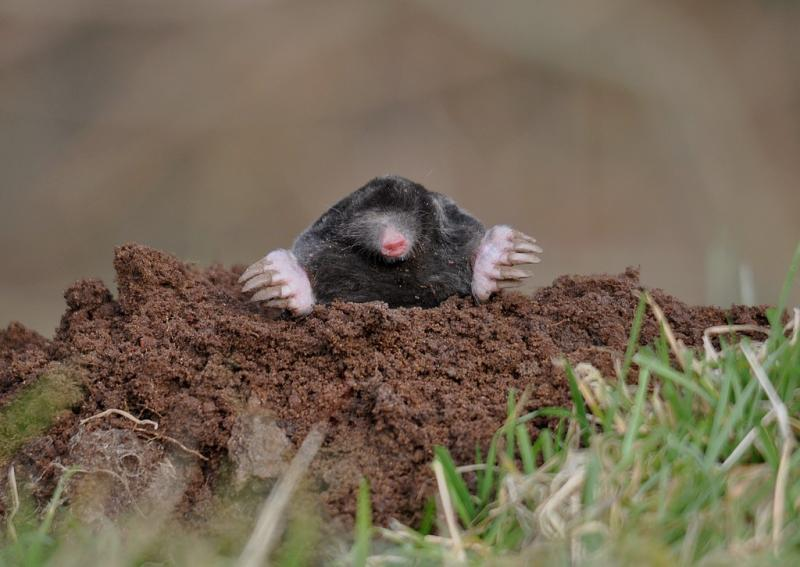
Portré